# 아타미역

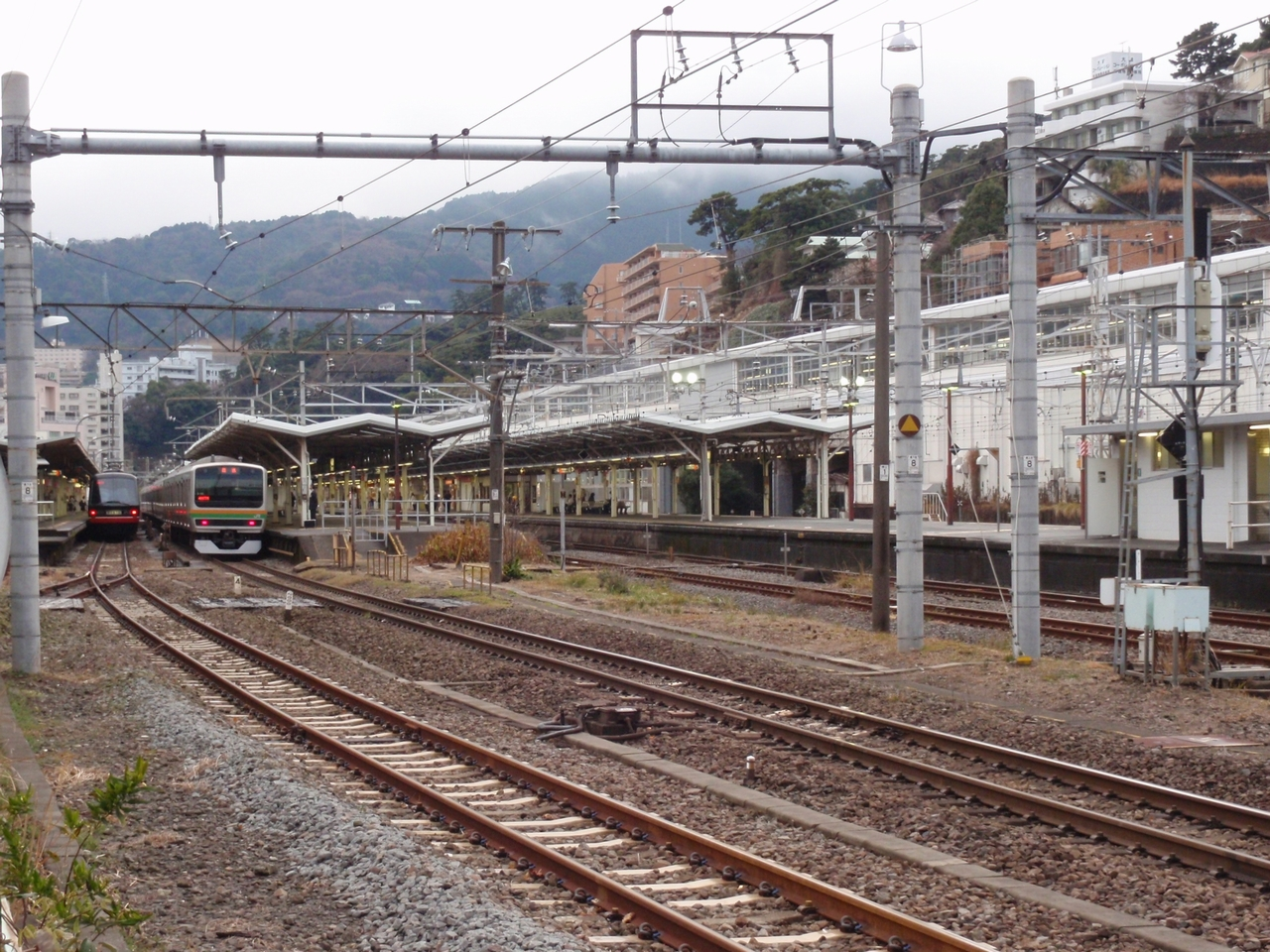
도쿄 방면에서 바라본 아타미 역 구내. 왼쪽이 1번선이다.

아타미역(일본어: 熱海駅、あたみえき 아타미에키[*])은 일본 시즈오카현 아타미시에 있는, 동일본 여객철도와 도카이 여객철도의 철도역이다.
도카이도 본선의 동일본 여객철도 구간 - 도카이 여객철도 구간의 경계역으로, 도쿄 방면은 동일본 여객철도(이하 JR동일본)가, 시즈오카 방면은 도카이 여객철도(이하 JR도카이)가 관할하고 있다. 단, 시설 소유권 상의 경계는 단나 터널 동쪽 입구 부근에 있는 기노미야역 상행 장내 신호기이다. 동일본 여객철도와 도카이 여객철도의 공동 관리역으로, 재래선 승강장 및 역사는 동일본 여객철도가, 신칸센 승강장은 도카이 여객철도가 관할하고 있다.

## 이용 가능한 철도 노선
- 동일본 여객철도
  - 도카이도 선
  - 이토 선

- 도카이 여객철도
  - 도카이도 신칸센
  - 도카이도 본선 (시즈오카, 하마마쓰, 나고야 방면)

## 역 구조
재래선 및 신칸센 모두 지상역이다. 재래선은 단선 상대식 승강장 1면 1선과 섬식 승강장 2면 4선등 총 3면 5선의 승강장을 사용하고 있다. 역 구내 남쪽에 단선 상대식 승강장이 있으며, 그 북쪽에 섬식 승강장이 있다. 승강장 번호는 단선 상대식 승강장 쪽에서부터 1번선, 2번선 순으로 5번선까지 있다. 그 중 2번선이 하행 본선, 5번선이 상행 본선이다.
신칸센은 대피선이 없는 상대식 승강장 2면 2선 형태이다. 번호는 남쪽 (재래선 승강장 쪽)에서부터 6번선, 7번선 순이다.
| 1 | ■ 이토 선                | 이토·이즈코겐·이즈큐 시모다 방면              | 당역 회차 및 도쿄 방면에서 온 직결 운행 열차 |
| 2 | ■ 도카이도 본선          | 미시마·누마즈·시즈오카 방면                   | 도쿄 방면에서 온 직결 운행 열차              |
| 2 | ■ 이토 선                | 이토·이즈 코겐·이즈큐 시모다 방면             |                                              |
| 3 | ■ 도카이도 본선          | 미시마·누마즈·시즈오카 방면                   | 일부 시발 열차                               |
| 3 | ■ 도카이도 본선          | 오다와라·요코하마·도쿄 방면                   | 일부 열차                                    |
| 3 | ■ 이토 선                | 이토·이즈 코겐·이즈큐 시모다 방면             | 일부 열차만 사용함                           |
| 4 | ■ 도카이도 본선          | 오다와라·요코하마·도쿄 방면                   |                                              |
| 4 | ■ 도카이도 본선          | 미시마·누마즈·시즈오카 방면                   | 일부 시발 열차                               |
| 5 | ■ 도카이도 본선          | 오다와라·요코하마·도쿄 방면                   |                                              |
| 6 | ■ 도카이도 신칸센 (하행) | 나고야·신오사카·오카야마·히로시마·하카타 방면 |                                              |
| 7 | ■ 도카이도 신칸센 (상행) | 오다와라·신요코하마·시나가와·도쿄 방면        |                                              |

## 역사
- 1895년 - 아타미 역 ~ 유가와라 역까지 즈쇼 인차철도 개업.
- 1907년 - 즈쇼 인차철도가 아타미 철도로 이름을 바꾸고, 오다와라 역 ~ 아타미 역 구간에서 증기기관차 운행을 개시했다.
- 1923년 9월 1일 - 간토 대지진으로 인해 영업 중단.
- 1925년 3월 25일 - 철도성 (일본국유철도)이 아타미 선을 개업함과 동시에 국유철도 아타미 역이 개업했다.
- 1935년 3월 30일 - 이토 선 아타미 ~ 아지로 구간이 개업.
- 1964년 10월 1일 - 도카이도 신칸센이 개업.
- 1987년 4월 1일 - 민영화에 따라 동일본 여객철도 소속이 되었다.
- 2001년 11월 18일 - 스이카의 사용이 개시되었다.
- 2006년 - 이토 선의 CTC 제어장치가 업데이트되고, 구내 CTC 센터도 키노미야 역에서 이전한다.

## 사진

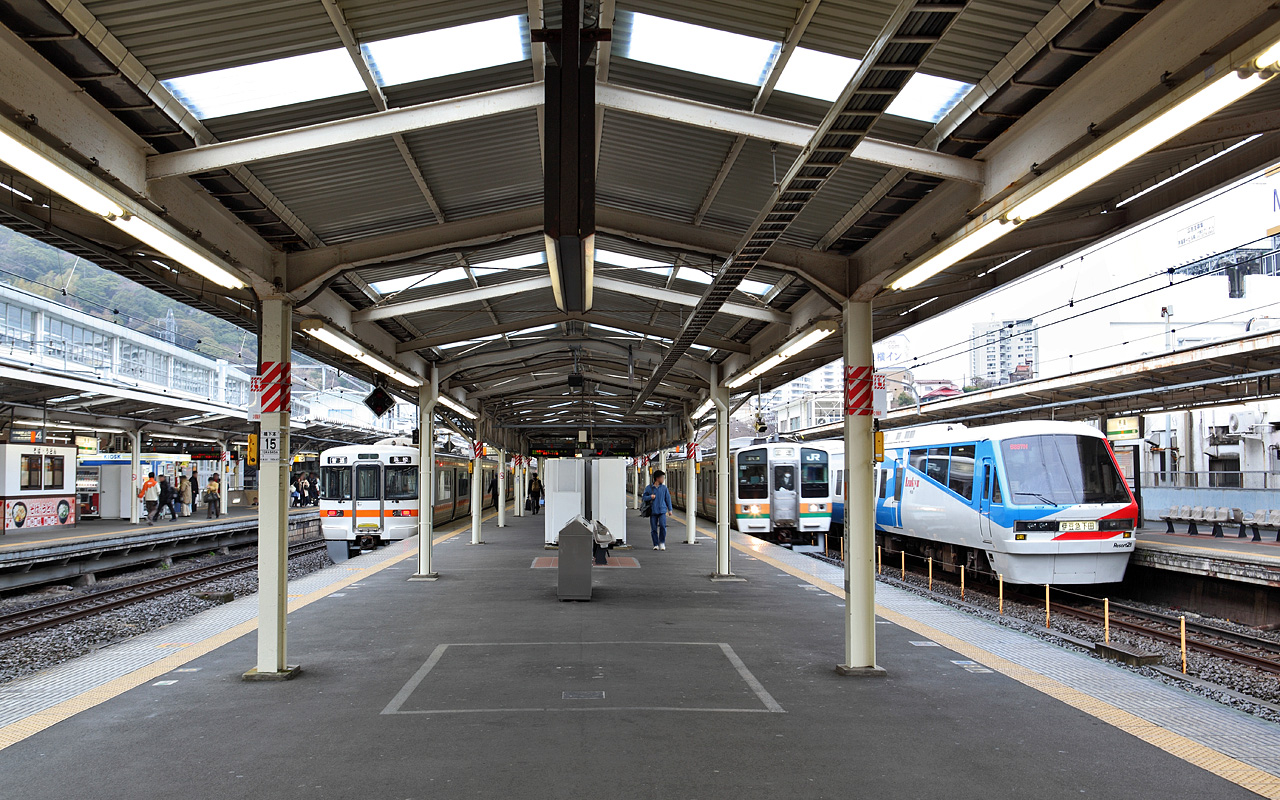
기존선 승강장 모습(2009년 3월 13일)
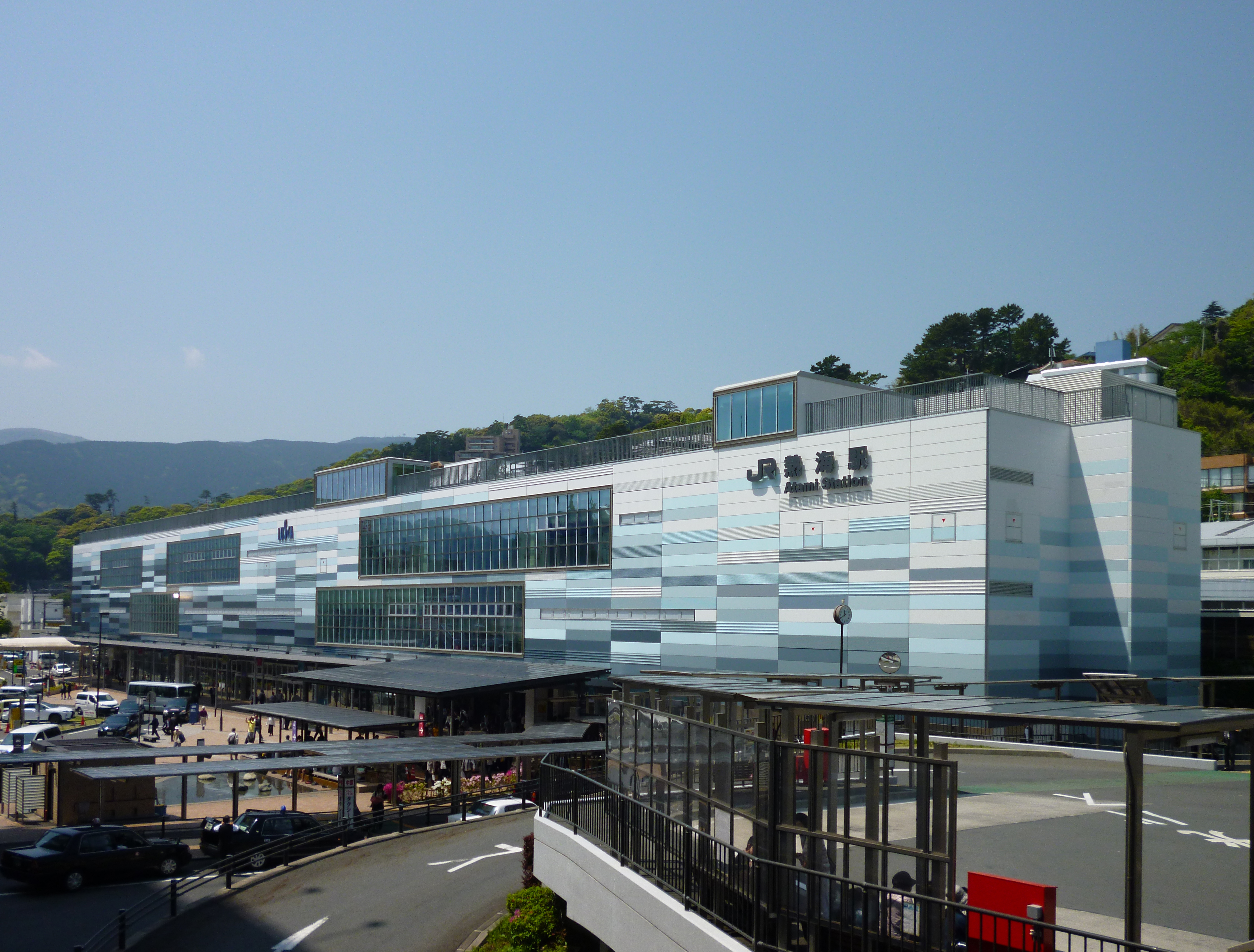
역사(2008년)

## 인접역
| 도카이 여객철도 도카이도 신칸센                 | 도카이 여객철도 도카이도 신칸센                | 도카이 여객철도 도카이도 신칸센 |
| ----------------------------------------------- | ---------------------------------------------- | ------------------------------- |
| 오다와라 도쿄 방면                              | ■ 도카이도 · 산요 신칸센 히카리 호 · 고다마 호 | 미시마 오카야마 방면            |
| 동일본 여객철도 도카이도 본선 · 이토 선         |                                                |                                 |
| JT 20 유가와라 구로이소 · 다카사키 방면         | 도카이도 선 쾌속                               | 시·종착역                       |
| JT 20 유가와라 구로이소 · 다카사키 방면         | 도카이도 선 · 이토 선 직결 보통                | JT 22 기노미야 이토 방면        |
| 동일본 여객철도 · 도카이 여객철도 도카이도 본선 |                                                |                                 |
| JT 20 유가와라 구로이소 · 다카사키 방면         | 도카이도 본선 보통                             | CA01 간나미 시즈오카 방면       |